# Boštice
Boštice (německy Boschtitz) je malá vesnice, část obce Petrovice II v okrese Kutná Hora. Nachází se asi 1,5 kilometru severně od Petrovic.
Boštice leží v katastrálním území Staré Nespeřice o výměře 7,28 km².

## Historie
První písemná zmínka o vesnici pochází z roku 1291.